# Hipokampus

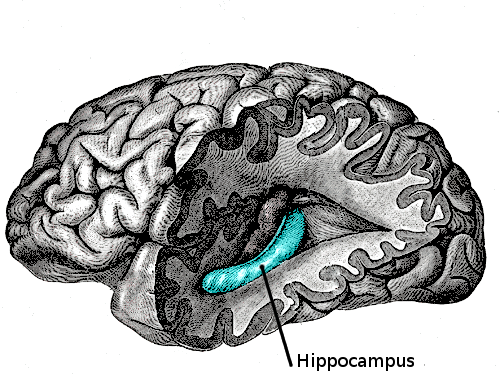
Hipokampus

Animace hipokampu (klikněte pro zobrazení animace)

Hipokampus (řec. hippocampus ) je součástí limbického systému. Umístěn je ve střední části spánkového laloku, jeden v pravé a druhý v levé mozkové hemisféře. Je součástí limbického systému a hraje velkou roli při krátkodobém uchovávání informací a při prostorové orientaci. Při Alzheimerově chorobě je hipokampus mezi prvními částmi mozku, která utrpí poškození. Poškození hipokampu může také způsobit nedostatek kyslíku (anoxie), zánět mozkových blan nebo epilepsie střední části spánkového laloku. Lidé se značným poškozením hipokampu trpí poškozením paměti a neschopností ukládat nové informace.

## Funkce hipokampu
Hipokampus zpracovává informace z mozkové kůry a z limbického systému a dále je směruje do předního talamu, hypotalamu a dalších částí mozku. Velká část se jich vrací zpět do mozkové kůry. Tato rytmicky opakovaná vzruchová aktivita hipokampu je základem složitých integračních dějů, jako třeba ukládání informací do dlouhodobé paměti.

## Historie výzkumu

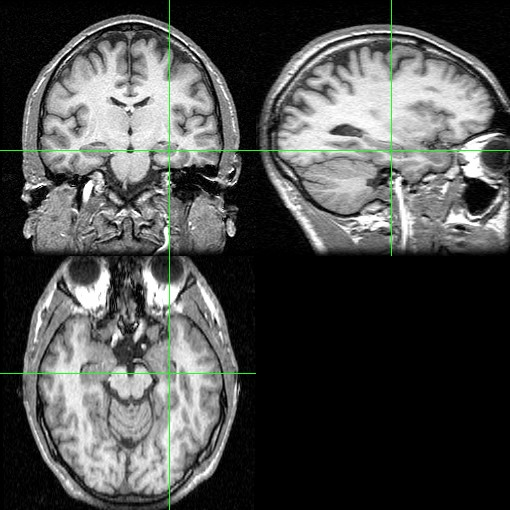
Hipokampus na magnetické rezonanci

První umělá protéza mozku, vlastně jedné z jeho částí odpovědné za dlouhodobou paměť, hipokampu, se zkouší v USA. Takový projekt je rozpracován v Los Angeles v jižní Kalifornii týmem vědců pod vedením Teodora Bergera. Na rozdíl od jiných takových podobných náhrad, které pouze stimulovaly mozkové děje, nová protéza díky umístěnému mikročipu může uskutečňovat procesy té části mozku, kterou nahrazuje.
První protéza hipokampu bude vyzkoušena zatím na mozku krysy či jiných pokusných zvířatech. Jestli zkoušky proběhnou úspěšně, naskytne se možnost pomoci lidem postižených Alzheimerovou chorobou, epilepsií nebo lidem s následky po poranění hlavy. Hipokampus je jedním z nejvíce strukturovaných a prozkoumaných částí velkého mozku. A co je zvláště důležité, že jeho funkce mohou být lehko testovány. Předpokládá se, že jeho hlavní funkce je „kódování“ informací takovým způsobem, aby mohly být dále uchovány v částech mozku určených pro dlouhodobou paměť. Narušením funkce hipokampu dochází k zapomenutí nově získané informace. Nedojde k jejímu uložení do dlouhodobé paměti. Výzkumníci pracovali na protéze hipokampu deset let. Nejprve byl vytvořen matematický model jeho funkce v různých situacích. Potom byl tento model zasazen do mikročipu a vytvořeno propojení umožňující komunikaci mezi mozkem a mikroobvody. Protéza lidského mozku nebude umístěna uvnitř mozku, ale v krabičce upevněné sponkou venku. Informace s mozkem si bude mikročip vyměňovat pomocí svazku dvou elektrod procházejících bezprostředně k poškozené oblasti ze dvou stran. Jednou z nich se bude registrovat elektrická aktivita jedné oblastí mozku a druhou elektrodou budou elektrické signály vytvořené mikročipem poslány zpět do mozku. Předpokládá se, že hipokamp je síť neuronů fungujících paralelně tak, že bude možno obejít celou poškozenou oblast.
Po pokusech na zvířatech, zpočátku na krysách, pak na opicích, je na řadě člověk. U většiny savců je struktura hipokampu prakticky stejná, proto bude adaptace protézy na lidský mozek relativně jednoduchá. Pravdou je, že ještě před tím budou vědci a lékaři muset ověřit, že toto zařízení je pro pacienty naprosto bezpečné.
Bylo prokázáno, že řidičům londýnské taxi služby se při jízdě a vyhledávání tras aktivuje příslušná část hipokampu během výběru příslušné trasy a dochází k jeho fyziologickým změnám. Funkční magnetická rezonance (fMRI) odhalila, že hipokampus řidičů byl aktivní tehdy, když taxikáři poprvé plánovali cestu nebo když museli zcela změnit cíl během jízdy.